# 黎塞留城墙
黎塞留城墙（Enceinte de Richelieu）位于法国安德尔-卢瓦尔省的黎塞留，长方形，大约620米×390米，有三座宏伟的城门：
- 北侧的巴黎门（porte de Paris）或希农门（porte de Chinon）
- 西侧的卢丹门（porte de Loudun）
- 南侧的城堡门（porte du château或porte de Châtellerault）

## 历史
1631年，路易十三授权黎塞留枢机将他的家乡改造成一个新城镇。平面图由国王的建筑师雅克·莱默西尔（Jacques Lemercier）和他的兄弟皮埃尔（Pierre）和尼古拉斯（Nicolas）绘制。建筑师们完成了黎塞留城堡和新城的设计。这座城堡动员了2000多名工人，于1639年完工，1642年黎塞留去世时，新城也几乎完工。
根据1879年2月3日的法令，城墙和四座城门列为法国历史遗迹 ；根据1992年1月29日的命令，希农门东侧、锁街（rue des Ecluses）17号以及路易十三广场（place Louis XIII）27号房屋的正立面和屋顶列入名录。
城墙除了防御功能之外，还用来区分城乡，城内拥有黎塞留枢机特许的权利，享有免税权和其他福利。

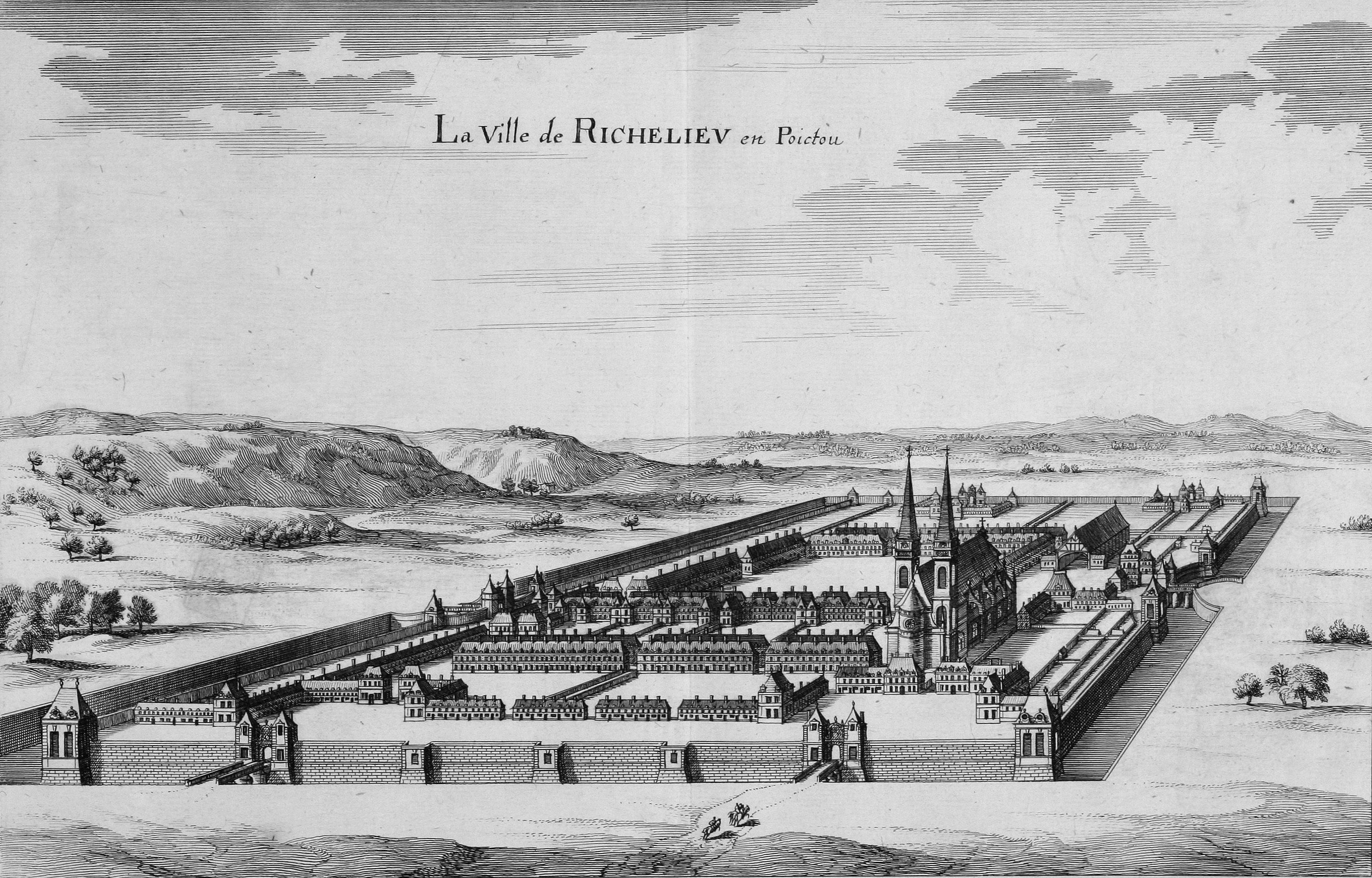
17世纪规划图
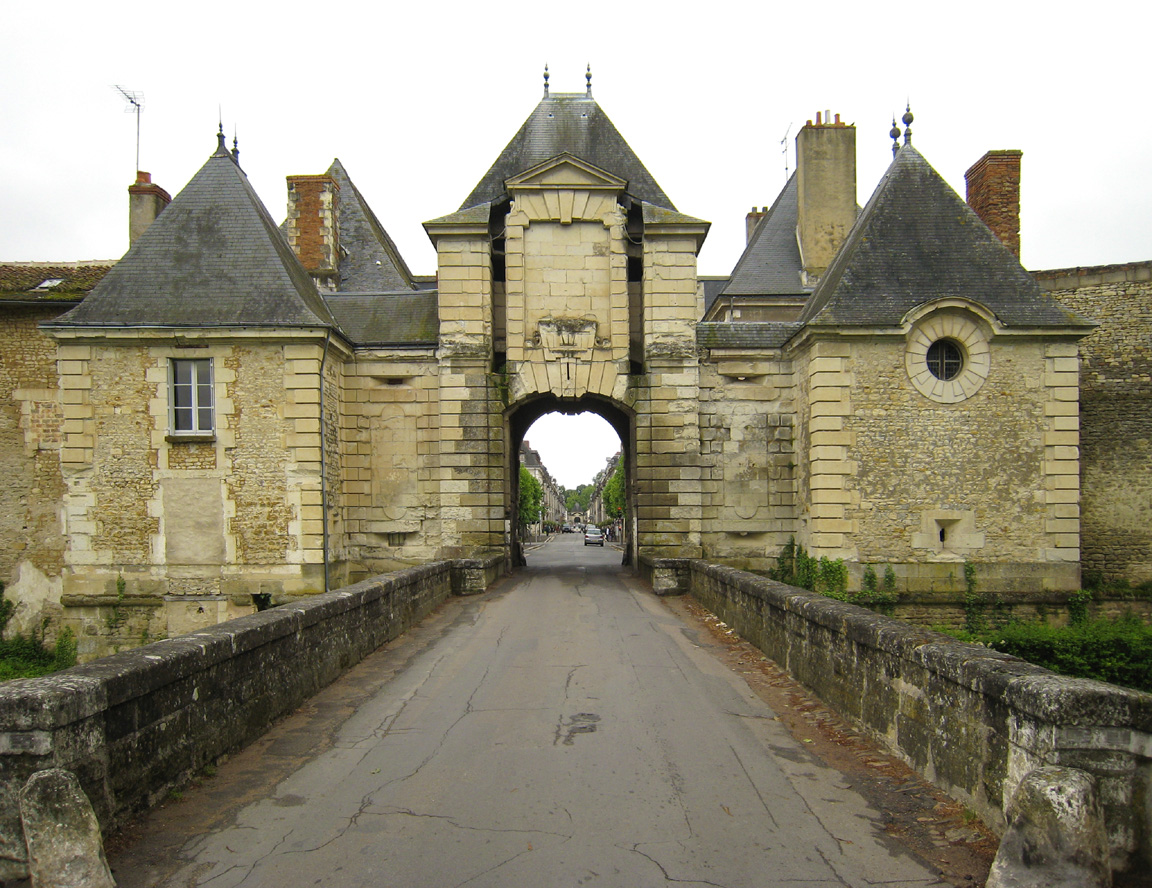
希农门
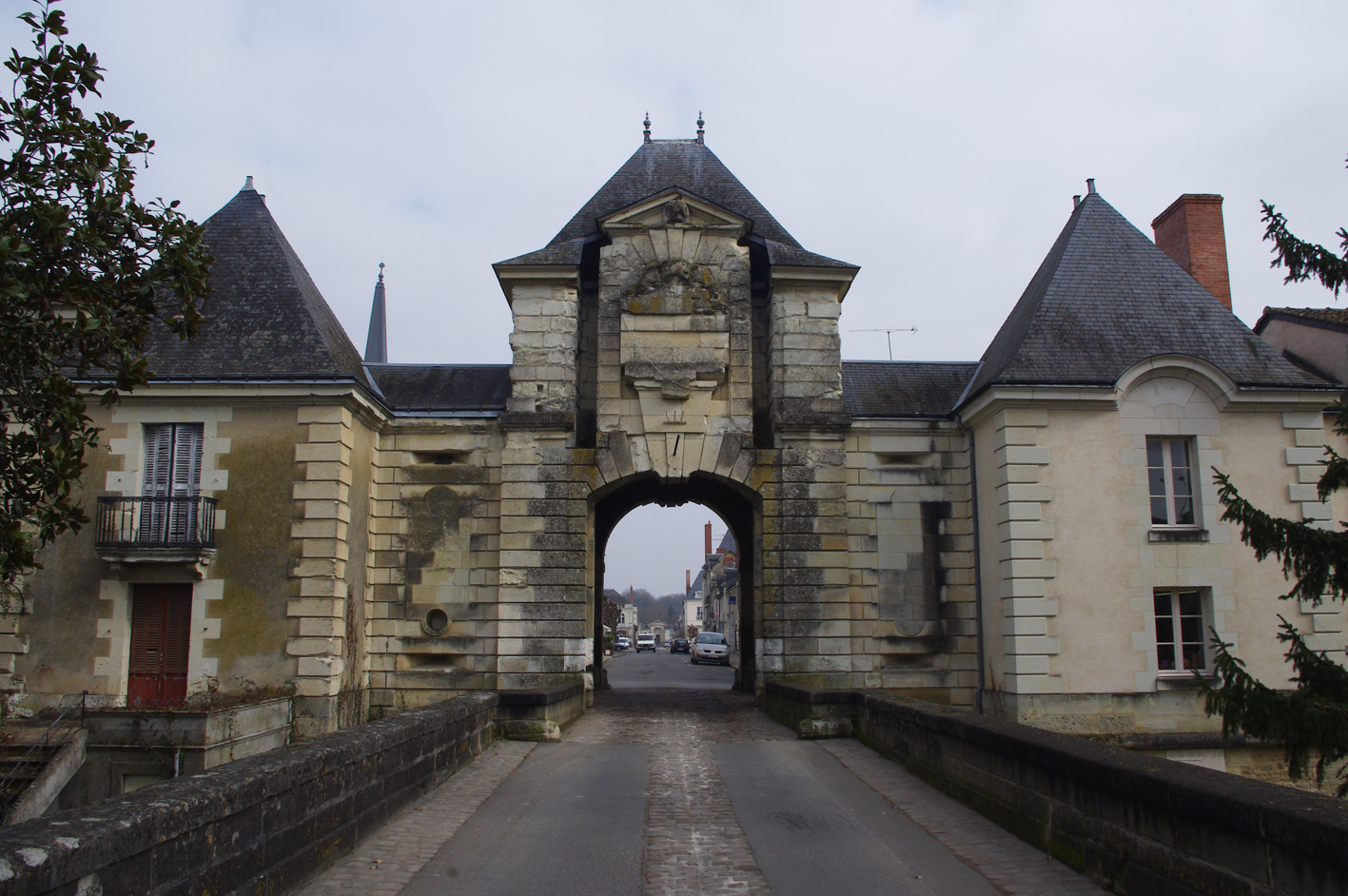
卢丹门
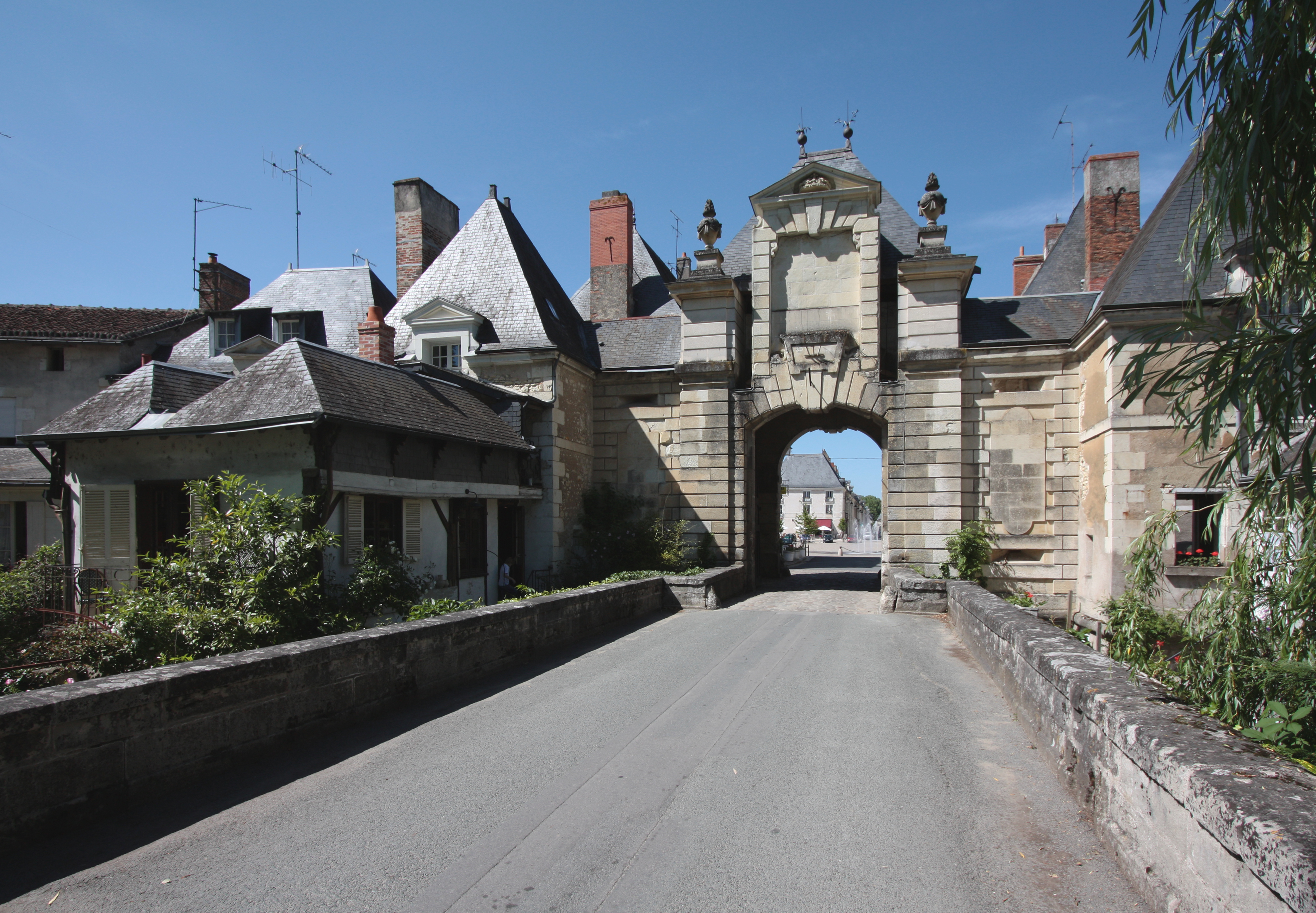
南门